# 墨脱龙胆
墨脱龙胆（学名：Gentiana namlaensis）为龙胆科龙胆属的植物，为中国的特有植物。分布于中国大陆的西藏等地，生长于海拔4,200米至4,950米的地区，常生于高山草甸，目前尚未由人工引种栽培。

## 异名
- Gentiana sherriffii Marq.
- Gentiana tubiflora (G. Don) Wall. ex Griseb. var. namlaensis Marq.